# Premi Osella per la millor contribució tècnica
El Premi Osella per la millor contribució tècnica (en italià: Premio Osella per il migliore contributo tecnico) és un guardó que s'entrega anualment al Festival Internacional de Cinema de Venècia des de 2004.
Forma part dels Premis Osella, un conjunt de distincions que premien a diverses disciplines cinematogràfiques, com per exemple el millor muntatge, el millor guió o altres contribucions tècniques. Els premis es caracteritzen per la seva irregularitat en la seva entrega.

## Palmarès

### Dèdada del 2000
| Any  | Tècnic                 | Pel·lícula           |
| ---- | ---------------------- | -------------------- |
| 2004 | Studio Ghibli          | El castell ambulant  |
| 2005 | William Lubtchansky    | Les amants réguliers |
| 2006 | Emmanuel Lubezki       | Children of Men      |
| 2007 | Rodrigo Prieto         | Lust, Caution        |
| 2008 | Alisher Khamidkhodjaev | Bumažnyj soldat      |
| 2008 | Maksim Drozdov         | Bumažnyj soldat      |

### Dècada del 2010
| Any  | Tècnic           | Pel·lícula        |
| ---- | ---------------- | ----------------- |
| 2009 | Sylvie Olivé     | Mr. Nobody        |
| 2010 | Mikhail Krichman | Ovsyanki          |
| 2011 | Robbie Ryan      | Wuthering Heights |
| 2012 | Daniele Ciprì    | È stato il figlio |